# Swedish Open 2014
Lo Swedish Open 2014 è stato un torneo di tennis giocato sulla terra rossa facente parte della categoria ATP World Tour 250 series nell'ambito dell'ATP World Tour 2014 e della categoria International nell'ambito del WTA Tour 2014. Sia il torneo maschile che femminile si sono giocati a Båstad in Svezia. Il torneo maschile si è tenuto dal 7 al 13 luglio 2014 con il nome di SkiStar Swedish Open 2014, mentre quello femminile dal 14 al 20 luglio 2014 con il nome di Collector Swedish Open 2014.
Per il torneo maschile è stata la 67ª edizione, mentre è stata la 6ª per quello femminile.

## Partecipanti ATP

### Teste di serie
| Nazionalità | Giocatore           | Ranking* | Testa di serie |
| ----------- | ------------------- | -------- | -------------- |
| Spagna      | David Ferrer        | 7        | 1              |
| Spagna      | Tommy Robredo       | 22       | 2              |
| Spagna      | Fernando Verdasco   | 24       | 3              |
| Polonia     | Jerzy Janowicz      | 25       | 4              |
| Portogallo  | João Sousa          | 41       | 5              |
| Francia     | Jérémy Chardy       | 42       | 6              |
| Argentina   | Carlos Berlocq      | 43       | 7              |
| Spagna      | Pablo Carreño Busta | 60       | 8              |

* Ranking del 23 giugno 2014.

### Altri partecipanti
I giocatori seguenti hanno ricevuto una wild card per l'ingresso nel tabellone principale singolare:
- Markus Eriksson
- Christian Lindell
- Elias Ymer

I giocatori seguenti hanno superato tutti i turni di qualificazione per il tabellone principale singolare:

- Albert Ramos Viñolas
- Radu Albot
- Renzo Olivo
- Iñigo Cervantes

## Partecipanti WTA

### Teste di serie
| Nazionalità | Giocatrice                | Ranking* | Testa di serie |
| ----------- | ------------------------- | -------- | -------------- |
| Francia     | Alizé Cornet              | 21       | 1              |
| Russia      | Anastasija Pavljučenkova  | 23       | 2              |
| Italia      | Camila Giorgi             | 40       | 3              |
| Kazakistan  | Jaroslava Švedova         | 52       | 4              |
| Slovacchia  | Anna Karolína Schmiedlová | 57       | 5              |
| Germania    | Annika Beck               | 59       | 6              |
| Spagna      | María Teresa Torró Flor   | 60       | 7              |
| Slovenia    | Polona Hercog             | 61       | 8              |

* Ranking del 7 luglio 2014.

### Altre partecipanti
Le seguenti giocatrici hanno ricevuto una wild-card per il tabellone principale:
- Sofia Arvidsson
- Alizé Cornet
- Rebecca Peterson

Le seguenti giocatrici sono entrate nel tabellone principale passando dalle qualificazioni:

- Gabriela Dabrowski
- Richèl Hogenkamp
- Anett Kontaveit
- Tereza Martincová
- Julija Putinceva
- Laura Siegemund

## Campioni

### Singolare maschile
Pablo Cuevas ha sconfitto in finale  João Sousa per 6-2, 6-1.
- È il primo titolo in carriera per Cuevas.

### Singolare femminile
Mona Barthel ha sconfitto in finale  Chanelle Scheepers per 6-3, 7–6(3).
- È il terzo titolo in carriera per la Barthel.

### Doppio maschile
Johan Brunström /  Nicholas Monroe hanno sconfitto in finale  Jérémy Chardy /  Oliver Marach per 4-6, 7–6(5), [10-7].

### Doppio femminile
Andreja Klepač /  María Teresa Torró Flor hanno sconfitto in finale  Jocelyn Rae /  Anna Smith per 6-1, 6-1.